# St. Magdalena (Planegg)

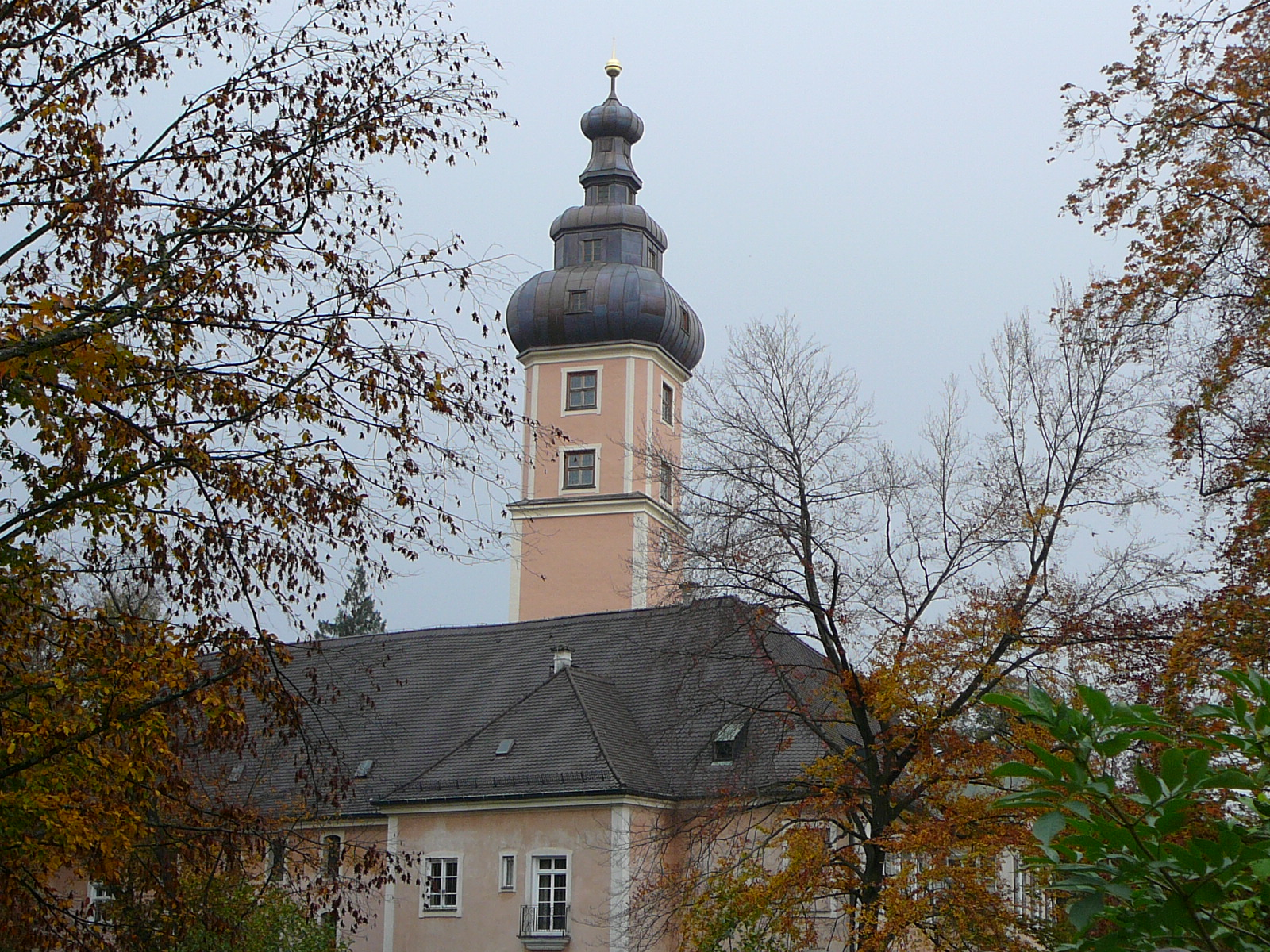
Heutige Ansicht des Schlosses mit der Kapelle

St. Magdalena ist die Schlosskapelle im Schloss Planegg der oberbayerischen Gemeinde Planegg im Landkreis München und eine Filiale von St. Elisabeth.

## Geschichte
Erstmals erwähnt wird ein Vorgängerbau dieser Kapelle in einer Schenkungsurkunde des Herzogs Wilhelm III. an seinen illegitimen Sohn Konrad von Egenhofen 1425. Als Patrozinium erhielt die Kapelle das der Maria Magdalena. Zwischen 1610 und 1613 wurde die Kapelle dann von dem neuen Schlossbesitzer Hans Georg Lung an den heutigen Platz verlegt, jedoch wurde sie nicht konsekriert. 1617 wurde im Zuge des Schlossumbaus dann auch die Kapelle würdig gestaltet, so dass sie am 9. November 1617 konsekriert werden konnte.
Johann Baptist von Ruffin ließ kurz vor 1737 durch Umbauten die Kapelle großzügig erweitern, so dass sie ihre heutige Größe erhielt. 

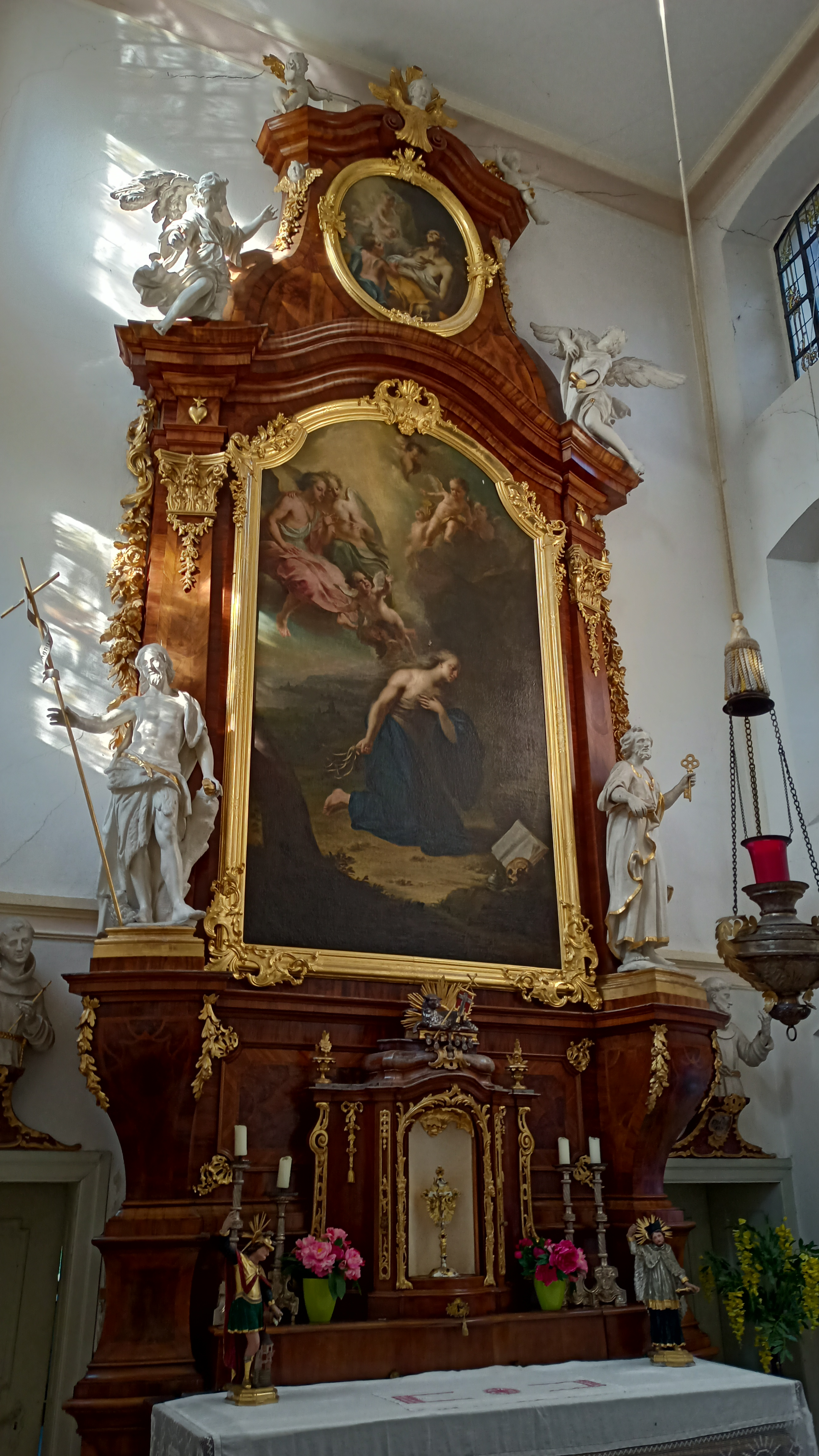
Der Altar der Kapelle

Ebenso wurde dabei der Turm, der noch heute das Wahrzeichen von Planegg ist, barock umgestaltet. 1791 und 1833 wurden jeweils einige Renovierungen durchgeführt. Nachdem die Nationalsozialisten das Schloss besetzt hatten und nach dem Krieg Einquartierungen vorgenommen wurden, musste die gesamte Kapelle bis 1969 grundlegend überholt werden.
Wie das ganze Schloss ist die Kapelle nicht öffentlich zugänglich. Eine Ausnahme gibt es nur, wenn einmal im Monat dort Gottesdienst gefeiert wird.